# 제작물공급계약
제작물공급계약이란 당사자의 일방이 상대방의 주문에 따라 자기 소유의 재료를 사용하여 만든물건을 공급할 것을 약정하고 이에 대하여 상대방이 대가를 지급하기로약정하는 것을 말한다.

## 같이 보기
- 도급